# Nils Lauper
Nils Lauper (ur. 12 października 1982 r.) – szwajcarski narciarz, specjalista narciarstwa dowolnego. Zajął 20. miejsce w halfpipe'ie podczas mistrzostw świata w Inawashiro. Nigdy nie startował na igrzyskach olimpijskich. Najlepsze wyniki w Pucharze Świata osiągnął w sezonie 2008/2009, kiedy to zajął 25. miejsce w klasyfikacji generalnej, a w klasyfikacji halfpipe'a był trzeci.

## Sukcesy

### Mistrzostwa Świata
| Miejsce | Dzień   | Rok  | Miejscowość | Konkurencja | Zwycięzca     |
| ------- | ------- | ---- | ----------- | ----------- | ------------- |
| 20.     | 5 marca | 2009 | Inawashiro  | Halfpipe    | Kevin Rolland |

## Puchar Świata

### Miejsca w klasyfikacji generalnej
- 2001/2002 – 91
- 2002/2003 – 62
- 2003/2004 – 103
- 2008/2009 – 25.
- 2010/2011 –

### Miejsca na podium
1. Les Contamines – 11 stycznia 2009 (Halfpipe) – 2. miejsce
2. La Plagne – 19 marca 2009 (Halfpipe) – 3. miejsce
3. Kreischberg – 21 stycznia 2011 (Halfpipe) – 3. miejsce